# 公用切手

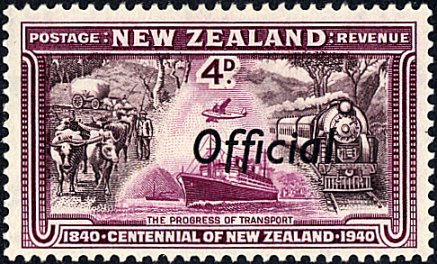
ニュージーランドで1940年に発行された公用切手（加刷）

公用切手（Official Stamps）は、官公庁の郵便料金の支払いのために発行した切手である。また公用のための郵便制度をOfficial mailともいう。

## 概要
明治維新直後に高知県内で行われていた逓信制度のための「村送り切手」や軍事切手を除けば日本において公用切手が発行された事はないが、世界の多くの国で公用郵便用の切手が発行されている。多くの国では「official」といった文字が切手に表示されている。
官庁別にそれぞれ個別の切手を発行する国もあれば、同じ公用切手を多くの省庁で共用する国もあり、その形式は様々である。アメリカ合衆国郵便公社は1980年代から同切手の発行を再開していたが、使用できるのは空軍（アメリカ合衆国空軍省本省、空軍基地）や農務省など、一部の官公庁に限られた。また同切手は、収集家向けに公用切手を販売していたが、一般人が使用した場合、罰金300ドルとの警告文が印面に加えられている。
フランスが発行するユネスコ用の切手や、スイスが発行していた国際連盟用の切手もここに分類される。国際連合による国連郵便の発行する国連切手も、その発行母体を考えると、このカテゴリーに加えることができる。ただしこれらの国連機関の切手は一般人が購入できるほか、これらの施設内にある郵便局で使用することも可能である。